# Mega Man Star Force (jeu vidéo)
Pour la série, voir Mega Man Star Force.
Mega Man Star Force (Shooting Star Rockman (流星のロックマン, Ryūsei no Rokkuman) au Japon) est un tactical RPG en temps réel, développé et édité par Capcom pour la console de jeux vidéo portable Nintendo DS le 14 décembre 2006 au Japon et en Amérique du Nord le 7 août 2007. C'est le premier opus de la sous-série Mega Man Star Force inclus dans la franchise Mega Man.
Le jeu a été publié en trois versions distinctes commercialisées simultanément, et sous-titrées Pegasus (ペガサス, Pegasasu), Leo (レオ, Reo), et Dragon (ドラゴン, Doragon), et chaque version contient des cartes exclusives et des transformations. Cependant, la version Dragon est au départ exclusivement diffusée dans les magasins GameStop et EB Games en Amérique du Nord.
Malgré les similitudes, Mega Man Star Force ne fait pas partie de la série Mega Man Battle Network, qui se déroule de nombreuses années après. Star Force utilise toujours un arène de jeu deux fois trois par trois cases (similaire à Battle Network) mais maintenant en trois par cinq et en 3D. Un anime et un manga ont été produits plusieurs mois avant la sortie du jeu au Japon. Seul l'anime a été adapté en anglais. Une suite intitulée Mega Man Star Force 2, est publiée le 22 novembre 2007. Grâce à la connectivité de la Nintendo DS, les joueurs peuvent jouer les uns contre les autres, échanger des cartes de combat et former une équipe appelée Brother Band Network.

## Contexte
Prenant place lors de l'année fictive 220X, soit 200 ans après la fin de Battle Network, l'ère d'internet a pris fin et a évolué vers l'ère des ondes électromagnétiques. Ces ondes EM ou ondes radios ont pris la place des câbles et réseaux informatiques pour une totale dématérialisation. Pour relayer ces ondes, la terre a mis au point 3 satellites mis en orbite autour de la Terre : Leo, Pegasus et Dragon. Le monde cybernétique de Battle Network est remplacé par le monde des ondes. Les ondes traversant le ciel peuvent former des routes EM, sur lesquelles les êtres fait d'ondes peuvent se déplacer. Les créatures non faites d'ondes ne peuvent en revanche pas voir ces concentrations d'ondes EM ni même ces êtres d'ondes, sauf par le moyen de dérivé technologique comme un visualiseur, lunettes spéciales permettant de voir les ondes EM. À noter que si la concentration d'ondes EM devient trop forte dans un secteur, toutes les ondes commencent à devenir visibles aux yeux de tous.
Le PET (Personal Terminal) de Battle Network, est maintenant remplacé par les Transfers, qui sont en constantes interactions avec les ondes EM pour recevoir divers informations, recevoir des messages, téléphoner, solidifier des ondes EM afin de créer des objets ou personnages EM ou bien même recevoir des cartes de combat afin de supprimer des virus EM, infectant les routes électromagnétiques et créant ainsi des perturbations sur le réseau. La police de Satella s'occupent de neutraliser les virus dans le monde afin de protéger les routes EM.
Des extraterrestres existent dans l'univers Star Force en la présence des planètes FM et AM. La particularité des 2 planètes et de ses habitants et qu'ils sont entièrement composés d'Ondes EM et peuvent fusionner avec des formes de vie non faite d'ondes afin de les changer en ondes EM afin d'opérer avec le monde des ondes. Ces ET sont appelés FM-ians et AM-ians. Les FM-ians sont plus agressifs que les AM-ians et ont dévasté la planète AM de ces habitants à l'exception d'un seul...
À l'instar de Battle Network où les NetNavis étaient nommés à partir des noms des boss de Mega Man Classique, les EM-ians sont nommés à partir des constellations

## Synopsis
Star Force a pour protagoniste Geo Stelar, écolier solitaire et fuyant les autres depuis que son père Kelvin Stelar a disparu en mission il y a trois ans sur la colonie spatiale « Paix » qui a explosé en ondes EM en plein vol spatial. Ayant peur de souffrir encore des liens avec les autres, Geo ne va plus à l'école et passe son temps à étudier à la maison avec sa mère et à regarder les étoiles à la recherche de son père. Il est toutefois poursuivi par la déléguée de classe Luna Platz et par sa bande d'amis enfin de le faire retourner à l'école pour le bien de la classe mais sans succès. Un jour, Geo reçoit par l'ami de son père Aaron Boreal, travaillant au laboratoire spatial AMAKEN, une paire de visualiseurs, une paire de lunettes spéciales permettant de voir les ondes EM invisibles à l'œil nu.
Pendant ce temps, sur la planète FM, l'extraterrestre Omega-Xis est jugé pour haute trahison par le roi FM-ian après qu'Omega a dérobé la clé d'Andromeda, arme ultra-puissante capable de détruire des planètes entières, comme ce fut le cas pour la planète AM. Cerné par les FM-ians, Omega n'a plus d'autre choix que de fuir vers la planète Terre, où il pourra préparer une contre-attaque. Alors que Geo est en train d'observer les étoiles au point d'observation de la ville, Omega-Xis s'écrase juste à côté de lui. Omega, étant surpris qu'un humain normal puisse le voir, reconnait en Geo le fils de Kelvin. En effet, ce sont les FM-ians qui ont fait exploser la station « Paix ».
Il décide de faire de lui son allié contre les FM-ians, car ces derniers ont suivi Omega sur Terre, prenant possession des humains ayant un cœur ou une âme affaibli par la relation avec les autres humains. Geo, voulant absolument savoir ce qui est arrivé à son père, accepte à contre-cœur d'aider Omega à protéger la clé d'Andromeda. Omega fusionne alors avec Geo en se téléchargeant dans son Transer, le changeant en ondes électromagnétiques, permettant à Geo d'interagir avec le monde des Ondes. La fusion entre un Humain et Omega crée un nouveau héros : Mega Man ! (Version Star Force.) Ainsi commencent les aventures électromagnétiques de Geo et de son ami extraterrestre, qui apprendra à s'affirmer et à se rapprocher des autres…

## Système de jeu
Le gameplay de Star Force puise à la base même de Battle Network, tout en changeant quelques mécanismes. Comme tous les RPG, le jeu se déroule en deux phases : la phase d'exploration en ville et les combats aléatoires dans des zones hostiles. Mega Man Star Force n'échappe pas à la règle.

### Exploration
Geo sous la forme humaine peut explorer diverses parties de la ville qui se débloque au fur et à mesure que le scénario progresse, comme son quartier résidentiel, son école, le centre commercial... Il peut dialoguer avec les autres humains afin de faire progresser le scénario ou faire des sous-quêtes, acheter chez le marchand de nouvelles cartes de combat et autres et fouiller les alentours à la recherche d'indices ou d'objets. Il peut allumer certains d'objets afin de les rendre aptes à recevoir des Ondes EM et ainsi visiter l'intérieur de l'objet sous la forme Mega Man. Geo peut à tout moment mettre son Visualiseur pour ainsi voir les ondes EM comme les routes qui seront praticables pour Mega Man ou bien les objets susceptibles de recevoir des ondes EM pour pouvoir les explorer. Mais surtout, Geo peut détecter les WaveHoles, concentration d'ondes EM sur le sol qui permet à Geo de fusionner avec Omega et ainsi devenir Mega Man. 
Sous la forme Mega Man, il peut marcher sur les routes EM qui lui étaient inaccessibles en humain et peut pénétrer dans des objets qui peuvent recevoir des ondes. Étant une entité électromagnétique, Mega Man est invisible aux humains normaux sauf à certaines occasions (voir plus haut). Il ne peut donc plus communiquer avec eux. En revanche, il peut hacker leurs Transers afin de découvrir leurs journaux intimes pour découvrir ce qui les tracasse et ainsi débloquer des quêtes auxiliaires. Mega Man peut aussi trouver dans le monde des ondes des données EM sous la forme de cubes pivotants qui lui permettent d'obtenir des cartes de combats, de l'argent ou bien une arme pour Omega.  Pendant la phase d'exploration, Geo peut ouvrir son menu de son Transer et ainsi consulter ses messages, ses statistiques, son inventaire ou bien encore organiser son dossier de cartes de combats. La caractéristique principale du monde des ondes est qu'il active les combats aléatoires.

### Système de combat
Le système de combat est lui aussi inspiré de Battle Network mais a évolué. Les combats sont toujours d'un style isométrique composé d'un terrain de 3x5 cases mais cette fois-ci la vue est en trois dimensions et la caméra se place derrière Mega Man à la troisième personne. Les déplacements de Mega Man sont limités à la première ligne, soit 3 cases de gauche à droite. L'évasion est donc plus limitée que dans Battle Network mais est compensée par de nouveaux mouvements comme un bouclier temporaire ou bien un verrouillage de cible. Le nombre en haut à gauche représente les points de vie. Quand Mega Man se fait toucher par une attaque ennemie, il perd un certain nombre de point de vie dépendant de la force de l'ennemi et de l'attaque reçue. Quand le nombre de HP atteint zéro, la partie est terminée et le joueur doit reprendre la partie à la dernière sauvegarde du joueur. 
Les virus disposent aussi de HP, une fois que les HP de virus atteignent zéro, il disparaît. Une fois tous les virus disparus, Mega Man remporte le combat et obtient un rang de combat selon sa vitesse de suppression, ses contres et ses doubles ou triples suppressions. Les rangs vont du plus haut, S et 10 jusqu'à 1 le plus bas. Plus le chiffre est proche du rang S, plus les chances d'obtenir une carte de combat d'un virus plutôt que de l'argent. Pour supprimer les virus, Mega Man dispose de 2 armes : Le Mega Buster, un canon à son bras à munitions illimitées et rapides mais plutôt très faible, mais peut être chargé en ne tirant pas pendant un certain moment, afin de multiplier par 10 la puissance du prochain tir. Le canon qui peut être amélioré avec des équipements selon 3 statistiques : puissance d'attaque, vitesse de tir et vitesse de charge. Le 2e moyen d'attaque est l'utilisation de cartes de combat. (voir plus bas)
Chaque tour de jeu, délimité par la jauge custom sur le côté droit. Quand la jauge est pleine ou au début du combat, le joueur peut arrêter le temps pour choisir des cartes de combat. Selon la disposition des cartes et du type, le joueur peut même en choisir plusieurs. Une fois son choix fait, le temps repart et le joueur ne peut utiliser qu'une seule fois sa sélection pour le round.
Enfin, le jeu tourne autour des éléments : Neutre, Feu, Eau, Électrique et Bois. 
- L'élément Neutre n'a aucune faiblesse et aucun avantage contre les autres éléments.
- L'élément Feu est fort contre le bois mais faible contre l'eau.
- L'élément Eau est fort contre le feu mais faible contre l'électricité.
- L'élément Électrique est fort contre l'eau mais faible contre le bois.
- L'élément Bois est fort contre l'électricité mais faible contre le feu.

Mega Man peut sous certaines conditions et selon son avancée dans le scénario, se transformer en une forme avancée pendant les combats (exemple : Green Dragon, Fire Saurian, Black Ace...). Ces transformations lui permettent d'obtenir certains avantages contre les virus.

### Cartes de combat
Ces dernières sont la base du jeu. Elles peuvent être acquises de différentes manières, en supprimant des virus et obtenir un bon rang de combat, en achetant dans un magasin ou bien en explorant les routes EM. Les cartes de combats enregistrent une action spéciale et puissante pour l'utiliser pendant un combat. Avant un combat, il faut constituer un dossier de 30 cartes sous certaines restrictions (comme qu'une seule carte de type Giga). Les cartes sont triées en plusieurs types :
- Standard (Jaune) : Carte de base, représente soit des armes comme grenade ou épée ou bien une action d'un virus. Elles sont généralement de 3 niveaux de puissance différents.
- Support (Grise) : Carte de support, ajoute un statut particulier à Mega Man ou au terrain. Elles sont généralement gratuites à utiliser, c'est-à-dire que l'on peut les utiliser avec n'importe quelle carte lors du choix de la "Custom Jauge".
- Mega (Bleu) : Carte d'invocation. Obtenu en battant un boss, elle permet d'arrêter le temps et d'invoquer un boss du jeu qui exécute l'une de ses attaques. Très puissante et rare, il y a une limitation de 5 cartes Mega dans le dossier.
- Giga (Rouge) : Carte Giga. Puissance ou effet extrêmement fort, ce sont des cartes uniques et peuvent être acquises par des conditions spéciales. Une seule carte Giga est autorisée par Dossier. À partir de Star Force 2, on peut en ajouter une ou plus grâce aux habilités.